# عور (یمن)
 عور (در عربی:  العَوَر)
نام روستایی است در دهستان بَنُو فایَش از توابع استان جَوف در کشور یمن در شبه جزیره عربستان.

## جمعیت
جمعیت آن (۶۰) نفر (۵ خانوار) می‌باشد.